# Charles Morley Wenyon
Charles Morley Wenyon (né le 24 mars 1878 à Liverpool ; décédé le 24 octobre 1948 à Londres), est un protistologue britannique.

## Biographie
Ses travaux sur les pathologies exotiques causées par des micro-organismes lui ont valu d'être nommé officier de la Légion d'honneur en 1933, puis membre de la Société belge de médecine tropicale en 1934.
Il devient membre d'honneur de l'Académie des sciences de New York en 1945 et de la Royal Society of Medicine en 1947.